# جاك مور (لاعب كرة قدم)
جاك مور (بالإنجليزية: Jack Moore)‏ (مواليد 19 نوفمبر 2003) هو لاعب كرة قدم إنجليزي، يلعب كظهير أيمن لنادي بلاكبول.